# Garibaldi (Rio Grande do Sul)
Garibaldi é um município do estado do Rio Grande do Sul, no Brasil.
Localiza-se a uma latitude 29º15'21" sul e a uma longitude 51º32'02" oeste, estando a uma altitude média de 640 metros, na Serra Gaúcha. Sua população foi estimada em 35 794 habitantes em 2021.

## História

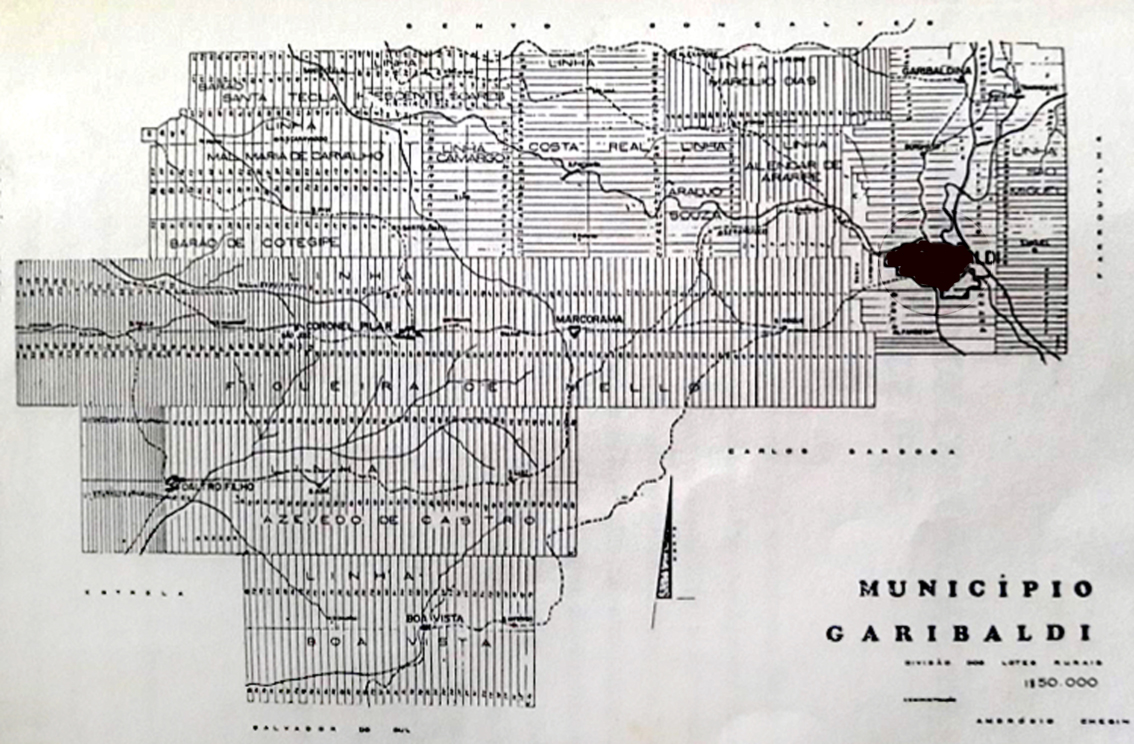
Planta da Colônia Conde d'Eu. Na área escura, a sede urbana da colônia.

Antes da colonização europeia da região, a atual região ocupada pelo município era território habitados pelas etnias indígenas dos caingangues e guaranis.
Garibaldi guarda, em sua arquitetura antiga, nas igrejas que representam o centro dos povoados, nos capitéis de beira de estradas do interior, pedaços de história de sua origem e de seu povoamento. Privilegiada em belezas naturais, localiza-se na região denominada Encosta Superior do Nordeste, no Rio Grande do Sul.
Em decreto de 24 de maio de 1870, o Presidente da Província de São Pedro do Rio Grande do Sul, Dr. João Sertório, no intuito de povoar o planalto serrano, criou as colônias de Conde d'Eu e Dona Isabel, que mais tarde constituiriam os municípios de Garibaldi e Bento Gonçalves. Surge, em 1870, a Colônia Conde d'Eu, nome em homenagem ao genro do imperador D. Pedro II, Luís Filipe Maria Fernando Gastão d'Orléans, Príncipe de Orléans e Conde d'Eu.
O Major José Maria da Fontoura Palmeiro foi incumbido de realizar a medição oficial das terras, até então devolutas. Como diretor-geral das referidas colônias, o capitão João Jacinto Ferreira foi nomeado em 1874. As colônias de Conde d'Eu e Dona Isabel pertenciam ao território de São João de Montenegro.
Na segunda metade do século XIX, os imigrantes chegavam ao Rio de Janeiro e eram confinados na Ilha das Flores, e seguiam viagem ao Sul em vapores de precárias condições. Chegando em Porto Alegre, eram encaminhados para alojamentos superlotados, seguindo em barcos até Montenegro. Para chegar em Conde d'Eu, a viagem poderia durar até três dias por uma estrada que muitas vezes não permitia a passagem das carroças, fazendo com que as pessoas tivessem de carregar suas bagagens, utensílios e alimentos nas costas por longos trechos.
Entre julho e agosto de 1870, chegaram cerca de 15 famílias prussianas (alemãs), que aqui encontraram alguns portugueses e índios Kaingang. Estes imigrantes recebiam do governo ajuda para construir sua casa e ferramentas para iniciar a lavoura. Viviam da troca de víveres e tarefas diversas, sendo que o trabalho em construção de estradas era remunerado pelo governo, porém o pagamento demorava muito a chegar aos trabalhadores.
Em 1874, com a abertura duma picada na Linha Figueira de Mello, houve um aumento do fluxo de imigrantes. E iniciou a vinda principalmente de imigrantes italianos, provenientes em sua maioria do Norte da Itália.
No começo de 1875, chegava a Conde d'Eu uma leva de imigrantes, cerca de 40 casais ou famílias suíço-francesas, que se instalaram nos lotes situados na Estrada Geral. Formou-se assim o primeiro núcleo colonizador, destacando-se as famílias de: João Jurdissi, Francisco Bouvier, João Dachery, João Blange, Luís Antônio Menetrier, Déchamps, Chevalier, Srasin, Sussie, Calixte, José Grandeau, Buvê, Aleixo Girand, Francisco Gotteland, Chapa, Fragnon e diversas outras. A primeira família de origem italiana que teve acesso à colônia foi a de Cirillo Zamboni, proveniente de Mattarello, Tirol, Império Austríaco, em 15 de novembro de 1875. Em 24 de dezembro de 1875, chegaria a primeira grande leva de imigrantes tiroleses, liderados pelo Padre Bartolomeo Tiecher: Giovanni Batista Tamanini, Batista Tomasi, Fortunato Amadeu Manica, Jorge Srott, João Batista Nicolodi, Pedro Weber, Leopoldo Mafei, Carlos Miorando, Arcadio Consatti, Batista Camini, Felipe Turatti, Osvaldo Consatti, Manuel Peterlongo, Pedro Palaver, José Lora Francisco Rosa, Camilo Lorenzi, Luís Senter, Luís Casacurta, José Sciecere, Luís Fonin, Jacó Faraon, Arcàngelo Faraon, Luís Faraon, Antônio Segue, e muitos outros.
Foi o Pe. Bartolomeo Tiecher o primeiro sacerdote que visitou a Colônia Conde D'Eu e a região colonial italiana no Rio Grande do Sul, tendo celebrado a primeira missa em 21 de março de 1876.
Os colonos tiveram que disputar terras com as feras e animais selvagens: suçuaranas, onças, antas, graxains, cobras peçonhentas, entre outras. Fizeram a derrubada das matas, construíram suas casas primeiramente em madeira e depois em alvenaria; organizaram ricas e amplas lavouras de trigo, milho, cevada e aveia, além da videira.
Procuravam se agrupar nas práticas religiosas, erguendo capelas, onde se encontravam para rezar, conviver, celebrar e esquecer da saudade da pátria longínqua.

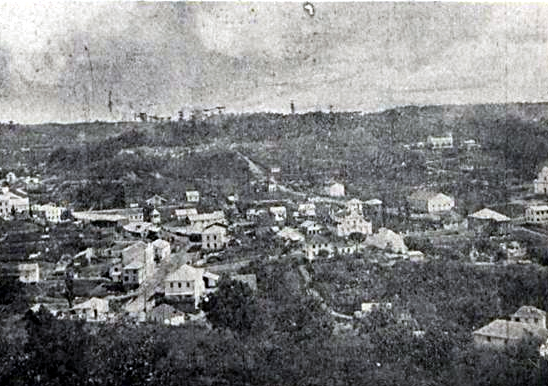
Garibaldi em 1919

Com o progresso da colônia, começou o processo de emancipação. Em 12 de abril de 1884, a Colônia Conde d'Eu foi elevada à Freguesia de São Pedro de Conde d'Eu. O Distrito foi criado em 26 de abril de 1884, pela Lei Provincial n° 1.455. Em 31 de outubro de 1900, a freguesia se emancipou com o nome de Garibaldi, em homenagem ao herói farroupilha Giuseppe Garibaldi.
Considera-se a enorme importância no desenvolvimento e história de Garibaldi a chegada das famílias sírias: Koff, Nehme, Mereb, Lahude e Nejar, que desenvolveram o centro desta cidade com suas grandes casas comerciais.
O tropeirismo também teve importância fundamental no desenvolvimento de Garibaldi, pois uma das principais rotas birivas do Rio Grande do Sul foi a Estrada Buarque de Macedo, que ligava Lagoa Vermelha a Montenegro. Grandes casas comerciais e hotéis se desenvolveram ao largo desta estrada, com paradouro também para os animais, bem como a criação da alfândega (que denomina, hoje, o bairro onde estava localizada), onde eram fiscalizados as tropas ou os produtos comercializados. Muitos tropeiros já eram recebidos aqui como membros da família, e se habituaram ao modo de vida dos colonos, acabando por fazer de Garibaldi não só seu ponto de passagem, mas também sua moradia, como Manoel da Silva, Hermenegildo Bento de Almeida Mascarenhas, Manuel Carlos de Mello, Tertuliano Varella, Silvério Araújo, e Custódio Nunes.

## Economia
Sua colonização foi feita por uma mistura de etnias europeias, mas, apesar da diversificação, a cultura italiana predomina. É a "terra do espumante". As vinícolas são as maiores atrações: 80% do espumante e 60% do vinho nacional são fabricadas na região de Garibaldi e Bento Gonçalves. Vinícolas como "Peterlongo" (pioneira na fabricação de "champanhe" no Brasil, hoje é a única empresa existente no país a poder utilizar em seus rótulos essa expressão) "Chandon", "Cooperativa Vinícola Garibaldi", dentre outras, permitem a visitação e degustação. Diversos espumantes produzidos em Garibaldi já foram premiados como "melhores do mundo" em diversos concursos na Europa.
Contrastando com a sofisticação do espumante, Garibaldi é o maior produtor de frango do Rio Grande do Sul e segundo do Brasil.
O centro histórico, principalmente a rua Buarque de Macedo, fielmente preservado conserva dezenas de casarios do começo do século XX em perfeito estado de conservação. Calçamento em paralelepídeo, fios de energia subterrâneos, calçadas largas e postes de iluminação de época dão um charme único a essa parte da cidade. Ainda na Buarque de Macedo há a Praça Loureiro da Silva, popularmente conhecida como a Praça das Rosas que abriga a Piccola Garibaldi (traduzido do italiano, "Pequena Garibaldi") - réplica da cidade no início do século XX.

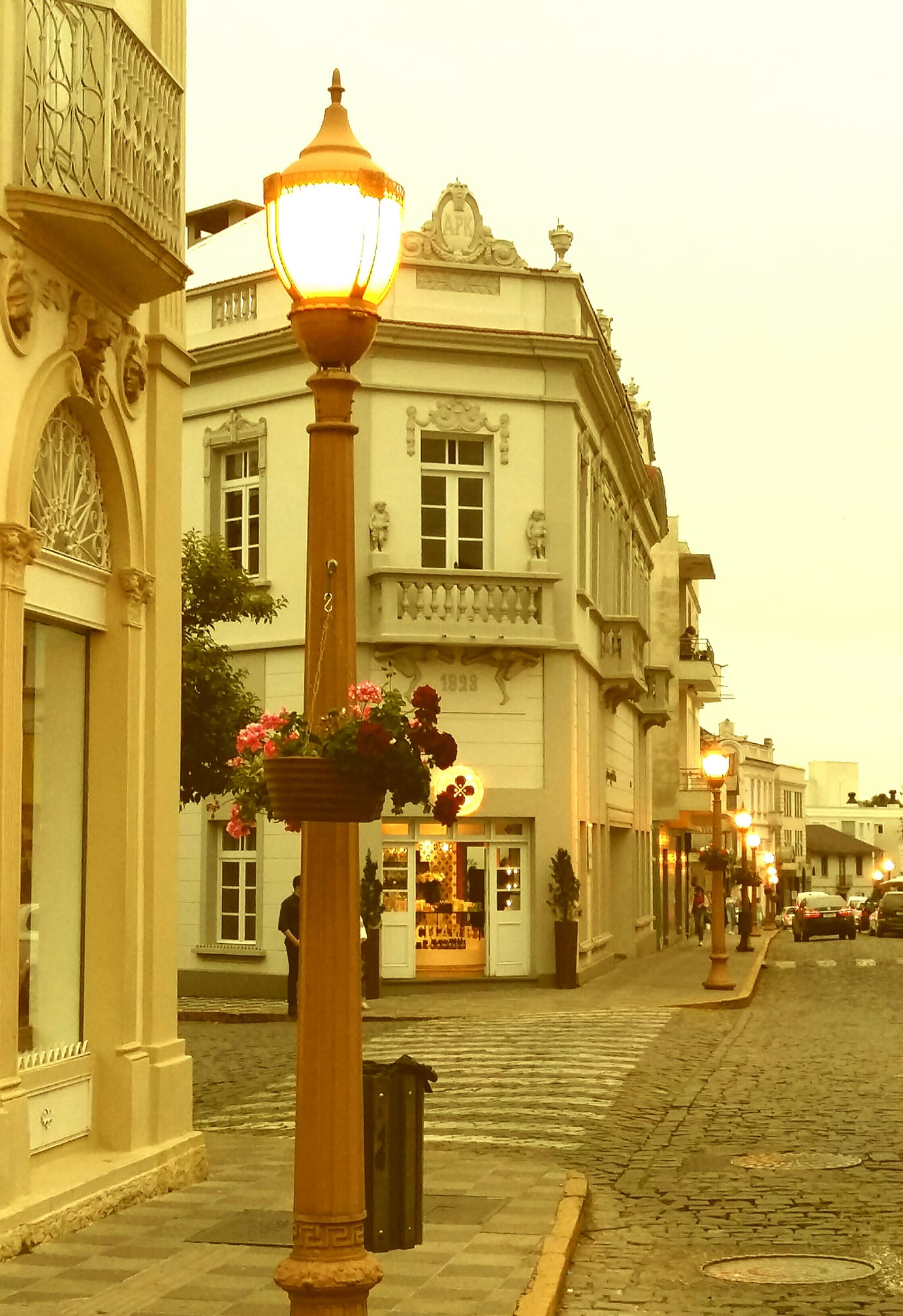
Casarões da rua Buarque de Macedo, no Centro Histórico de Garibaldi

A "Capital Nacional do Espumante" recebe anualmente milhares de turistas de todos os cantos do Brasil. Além do centro histórico, há diversas rotas turísticas no município, tais como: Rota dos Espumantes, Estrada do Sabor, Rota Religiosa,  Rota Passadas e, é claro, o passeio da "Maria Fumaça", um trem a vapor da década de 1940 que faz o percurso Bento Gonçalves, Garibaldi e Carlos Barbosa.
É possível conhecer Garibaldi através do "Tim-Tim", um caminhão GMC 1944 adaptado para levar turistas num passeio pelos pontos históricos da cidade.
Duas vezes por ano ocorre o evento "Garibaldi Vintage" no Centro Histórico de Garibaldi. O evento é noturno e suas edições, sempre na sexta-feira, ocorrem no mês de março e novembro. Realizado a céu aberto nas ruas históricas do centro da cidade, o Garibaldi Vintage rememora e retrata os costumes das décadas de 1920 a 1960. O público caracterizado com roupas da época, o melhor da gastronomia local, carros antigos, bons espumantes e tudo isso rodeado por casarios centenários e músicas de época fazem o Garibaldi Vintage ser uma envolvente viagem no tempo.
Um marco de Garibaldi também é a "Fenachamp", oficialmente Festa do Espumante Brasileiro, que ocorre a cada dois anos desde 1981. A festa celebra aos moradores e visitantes a qualidade dos espumantes locais, e sua última edição (16ª) ocorreu de 3 a 27 de outubro de 2019 no Parque Fenachamp, com a participação de 20 vinícolas (produtoras de cerca de 90% do espumante nacional) e mais de 67 mil visitantes. A 17ª edição está programada para acontecer entre 6 e 30 de outubro de 2022, tendo sido adiada em 2021 devido à pandemia da Covid-19.

## Cidades-irmãs
Garibaldi é geminada com:
- Conegliano, Treviso, Itália [7]